# برور و شیپلی
برور و شیپلی (انگلیسی: Brewer & Shipley؛ زادهٔ ) از موسیقی‌دانان اهل ایالات متحده آمریکا هستند.